# Association internationale pour la défense de la liberté religieuse
L'Association internationale pour la défense de la liberté religieuse (AIDLR) est une organisation non gouvernementale (statut décerné par l'ONU en 1978) et non politique, fondée en 1946 à Paris par le médecin franco-suisse adventiste Jean Nussbaum pour défendre la liberté religieuse de tous partout dans le monde. Depuis 1985, elle est dotée du statut consultatif auprès du Conseil économique et social des Nations unies à New York et à Genève, et au Conseil de l'Europe à Strasbourg. Depuis 1966, son siège est à Berne en Suisse. 

## Organisation
L'AIDLR poursuit quatre objectifs : 
- répandre les idées de tolérance et défendre le droit pour toute personne à la liberté de pensée, de conscience et de religion ;
- soutenir les actions contre l'intolérance et le fanatisme dans toutes leurs manifestations ;
- mettre en valeur la dignité de l'Homme et défendre son droit à la liberté de pensée, de religion et de conviction ;
- sauvegarder partout dans le monde la liberté d'adopter, de pratiquer, de diffuser et d'enseigner une religion ou une conviction de son choix par tous les moyens légitimes.

L'AIDLR apporte des conseils aux personnes confrontées à la discrimination religieuse. L'association est ouverte aux personnes de toutes religions et convictions. Des personnalités de divers milieux, politique, législatif, juridique, académique, littéraire, philosophique ou scientifique, font partie de son comité d'honneur . La première présidente du comité d'honneur de l'AIDLR fut Eleanor Roosevelt, la présidente de la commission chargée de rédiger la Déclaration universelle des droits de l'homme.

## Direction

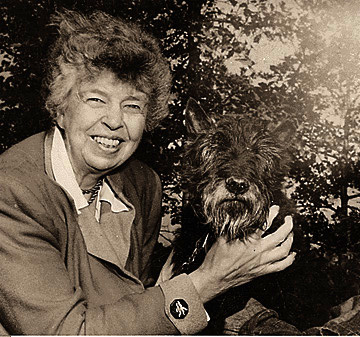
Eleanor Roosevelt, la première présidente du comité d'honneur de l'AIDLR

| Présidents du comité d'honneur    | Secrétaires généraux           |
| --------------------------------- | ------------------------------ |
| 1946-1962 : Eleanor Roosevelt     | 1946-1966 : Jean Nussbaum      |
| 1962-1965 : Albert Schweitzer     | 1966-1983 : Pierre Lanares     |
| 1966-1972 : Paul-Henri Spaak      | 1983-1995 : Gianfranco Rossi   |
| 1972-1976 : René Cassin           | 1995-2005 : Maurice Verfaillie |
| 1976-1988 : Edgar Faure           | 2005-2011 : Karel Nowak        |
| 1988-2001 : Léopold Sédar Senghor | 2011-2021 : Dr. Liviu Olteanu  |
| 2001-2019 : Mary Robinson         | 2021: Paulo Macedo             |
| 2019- : Adama Dieng               |                                |